# Rîjkî, Korop
Rîjkî (în ucraineană Рижки) este o comună în raionul Korop, regiunea Cernihiv, Ucraina, formată numai din satul de reședință.

## Demografie
Componența lingvistică a comunei Rîjkî
     Ucraineană (97,78%)
     Rusă (2,22%)
Conform recensământului din 2001, majoritatea populației comunei Rîjkî era vorbitoare de ucraineană (97,78%), existând în minoritate și vorbitori de rusă (2,22%).